# Viburnum longiradiatum
Viburnum longiradiatum är en desmeknoppsväxtart som beskrevs av Ping Sheng Hsu och Fan. Viburnum longiradiatum ingår i släktet olvonsläktet, och familjen desmeknoppsväxter. Inga underarter finns listade i Catalogue of Life.